# Prosopanche costaricensis
Prosopanche costaricensis là một loài thực vật có hoa trong họ Hydnoraceae. Loài này được L.D.Goméz miêu tả khoa học đầu tiên năm 1981.